# ماكنزي دراغ
ماكنزي دراغ (مواليد 8 ديسمبر 1993) هو سبّاح كندي، مثّل بلاده في الألعاب الأولمبية الصيفية 2016.

## روابط خارجية
ماكنزي دراغ على موقع الاتحاد الدولي للسباحة (الإنجليزية)
- ماكنزي دراغ على موقع SwimRankings.net (الإنجليزية)
- ماكنزي دراغ على موقع اللجنة الأولمبية الدولية (الإنجليزية)
- ماكنزي دراغ على موقع أوليمبيديا (الإنجليزية)
- ماكنزي دراغ على موقع اللجنة الأولمبية الكندية (الإنجليزية)